# Merrill (Mondkrater)
Merrill ist ein Einschlagkrater auf der Mondrückseite.
Merrill liegt im Norden der erdabgewandten Seite, südlich von Lovelace und Froelich, nordöstlich von Niepce.
Der Krater ist von vielen späteren Einschlägen gezeichnet, was ein Indiz für ein entsprechend hohes Alter ist. Die Entstehungszeit des Kraters wird der nektarischen Periode zugerechnet.

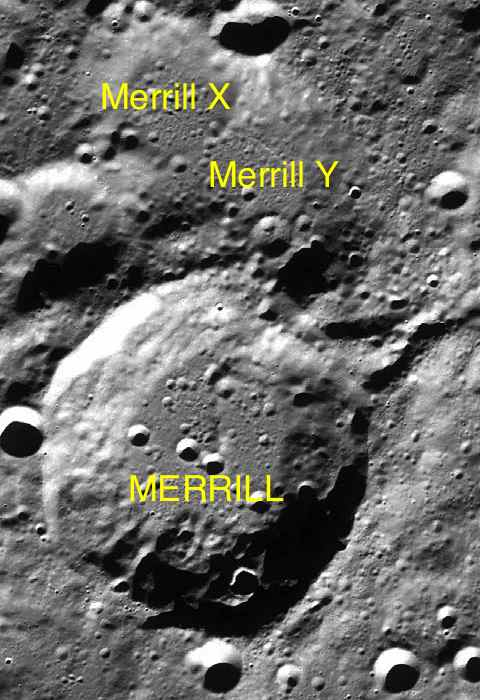
Merrill mit seinen Nebenkratern

Nördlich von Merrill liegen seine beiden Nebenkrater:
| Buchstabe | Position            | Durchmesser | Link |
| --------- | ------------------- | ----------- | ---- |
| X         | 76,7° N, 120,67° W  | 28 km       |      |
| Y         | 76,33° N, 117,94° W | 43 km       |      |

Der Krater wurde 1970 von der IAU offiziell nach dem US-amerikanischen Astronomen Paul Willard Merrill benannt.